# Wim Smets (klimmer)
Wim Smets (Rumst, 21 december 1968) is een Belgisch expeditieklimmer. Hij is op dit moment Belgisch recordhouder in het beklimmen van bergen hoger dan 8000 meter. In totaal ondernam hij al acht expedities naar achtduizenders en bereikte hij vijf maal de top. Verder is hij ook de derde Belg die de "Seven Summits" (de hoogste berg van elk continent) beklom.
Smets beklom zijn eerste bergen in Ecuador in 1998. Daar bereikte hij de top van Cotopaxi (5897 meter) en Chimborazo (6268 meter). De daaropvolgende jaren voegde hij nog een aantal beklimmingen aan zijn palmares toe:
- 1999: Kilimanjaro, 5895 meter
- 2001: Mont Blanc, 4810 meter
- 2002: Aconcagua, 6956 meter
- 2004: Denali, 6196 meter
- 2005: Vinson, 4892 meter

In 2006 waagde hij zich dan aan zijn eerste achtduizender. Als voorbereiding op Mount Everest haalde hij op 1 oktober de top van Cho Oyu (8201 meter). 6 maanden later, op 17 mei 2007, werd hij de dertiende Belg die de top van Everest (8850 meter) haalde. Later dat jaar beklom Smets ook nog de Carstenszpiramide (4884 meter). In 2008 werd hij bij de beklimming van Elbroes (5642 meter) de derde Belg die de "Seven Summits" op zijn palmares schreef.
Sindsdien is Smets zich voornamelijk blijven toeleggen op achtduizenders. In 2009 ondernam hij als eerste Belg een poging om K2 (8611 meter) te beklimmen. Zijn poging strandde op 7600 meter. In 2010 lastte Smets een pauze in wat betreft expeditieklimmen maar ondernam wel een poging om de Noordpool te bereiken. 
In 2011 trok hij opnieuw naar Pakistan waar hij als tweede Belg ooit de top van Broad Peak (8051 meter) bereikte. Tijdens de 28 uur durende bekliming en afdaling hielp Smets ook een gewonde Zuid-Afrikaanse klimmer naar beneden. In 2012 evenaarde Smets het Belgische record van Ingrid Baeyens door als tweede Belg ooit Manaslu (8163 meter) te beklimmen. Hij bereikte de top met een gebroken enkel die hij had opgelopen bij een val in een gletsjer in het begin van de expeditie.
In 2013 ten slotte, beklom hij als eerste Belg Lhotse (8516 meter) en schreef daarmee ook het Belgische record op zijn naam. Voor deze prestatie ontving Smets felicitaties van het koningshuis.
Smets woont in Antwerpen en is ereburger van zijn geboortedorp Rumst. Hij studeerde af aan UFSIA (1990, TEW) en behaalde een MBA in de Vlerick Business School. Smets is professioneel ook actief in de IT-sector als transformatiemanager.